# Blepharandra fimbriata
Blepharandra fimbriata är en tvåhjärtbladig växtart som beskrevs av B. Macbryde. Blepharandra fimbriata ingår i släktet Blepharandra och familjen Malpighiaceae. Inga underarter finns listade i Catalogue of Life.